# Farol de São Julião
Farol de São Julião é um farol português que se localiza no Forte de São Julião da Barra, Residência Oficial do Ministro de Estado e Defesa Nacional na Vila de Oeiras, distrito de Lisboa, junto a Carcavelos.
Trata-se de uma torre quadrangular em alvenaria, com 24 metros de altura, com o cimo acastelado e lanterna. A torre é em pedra por pintar; lanterna pintada de branco com cúpula vermelha.

## História
O Farol de São Julião da Barra está instalado na fortaleza que serve de Residência Oficial do Ministro de Estado e Defesa Nacional, cuja construção foi iniciada em 1553, entrou em funcionamento em 1761, com uma fonte luminosa alimentada a azeite, protegida por uma lanterna em pedra com vãos para passagem da luz. Sofreu uma modernização em 1775 onde foi instalado um aparelho de candeeiros de Argand com reflectores parabólicos, sendo em 1848 e 1865 novamente modernizado, tendo sido nesta última data instalado um aparelho lenticular de Fresnel de 4ª ordem, produzindo luz branca fixa, alimentada a gás destilado de madeira.
A iluminação, em 1885, passou a ser obtida pela incandescência de gás obtido do petróleo. O farol voltou a sofrer novas reparações em 1893 e 1913, sendo-lhe instalado um sinal sonoro de trompa em 1916, mas logo em Março desse ano e até Dezembro de 1918, esteve apagado em virtude da Primeira Guerra Mundial. Por motivo da resolução da Conferência de Balizagem realizada em Lisboa, em 1933, que bania as luzes fixas das balizagens marginando cidades ou povoações importantes, a luz do farol, que era branca fixa, passou a vermelha de ocultações, sendo o mesmo electrificado, por ligação à rede pública de energia e o sinal sonoro substituído por uma sereia electrodinâmica.
O Farol de S. Julião sempre teve grande significado para os marinheiros, já que além das suas funções de alumiamento forma, com o seu homónimo do Bugio, um alinhamento que define a entrada/saída da Barra de Lisboa, a denominada passagem entre torres. O momento dessa passagem marca a entrada no mar oceano e a preocupação com o que se terá de enfrentar ou a chegada da missão cumprida e o reconfortante regresso a casa.